# Britney
Britney este cel de-al treilea album de studio al interpretei americane Britney Spears, lansat în Statele Unite la 8 noiembrie 2001 sub egida casei de discuri Jive Records. Căutând o tranziție de la stilurile teen pop ale materialelor discografice anterioare, ...Baby One More Time (1999) și Oops!... I Did It Again (2000), Spears a început să adopte un stil muzical mai matur pentru Britney. Muzica de pe disc încorporează genuri precum pop și dance-pop, cu numeroase influențe din genurile muzicale R&B, disco, hip hop, și rock; versurile cântecelor abordează subiecte precum sexualitatea sau ajungerea la vârsta maturității. Numeroși producători au contribuit la album, în mod notabil Max Martin și Rami Yacoub. Spears însăși a avut un rol mai proeminent în dezvoltarea acestuia, participând la compunerea a șase cântece.
După lansarea sa, Britney a primit recenzii mixte din partea criticilor de specialitate. Aceștia au lăudat evoluția lui Spears în comparație cu albumele anterioare, însă au criticat aspru imaginea ei din ce în ce mai provocatoare. Britney a debutat pe prima poziție a clasamentului Billboard 200 din Statele Unite, înregistrând vânzări de 745.750 de exemplare în prima săptămână. Performanța i-a oferit lui Spears distincția de a fi prima artistă care reușește să-și claseze primele trei albume de studio în fruntea topului, un record pe care l-a extins ulterior cu al patrulea ei album, In the Zone (2003). În scopul promovării discului, cântăreața a pornit în cel de-al patrulea ei turneul mondial, Dream Within a Dream Tour, serie de concerte care a început în noiembrie 2001 și s-a încheiat în iulie 2002. Albumul Britney a primit o nominalizare Grammy la categoria „Cel mai bun album pop vocal”, la cea de-a 45-a ediție a galei de Premii Grammy (2003). Șase melodii de pe album au fost lansate ca discuri single. „I'm a Slave 4 U” a devenit un șlagăr de top 10 în numeroase țări din întreaga lume, însă a ocupat doar locul 27 în clasamentul Billboard Hot 100 din Statele Unite, devenind primul extras pe single al artistei care nu ajunge în top 10. „Overprotected” a fost lansat drept cel de-al doilea single, și s-a clasat în top 10 în 10 țări. În Statele Unite, versiunea remix realizată de Darkchild pentru cântec a ajuns pe locul 86 în Billboard Hot 100. Următoarele single-uri: „I Love Rock 'n' Roll”, „Anticipating” (lansat în mod exclusiv în Franța) și „Boys” nu au reușit să intre în Billboard Hot 100. Cu toate acestea, melodiile (cu excepția lui „Anticipating”) au ajuns în top 10 câteva țări, dar mai puține decât single-urile precedente. Albumul Britney s-a vândut în peste 15 milioane de exemplare în întreaga lume.

## Informații generale și compunere
„Este primul album la care chiar am compus cântece și am petrecut mult timp în procesul de creație, iar atunci când îl ascult în întregime, îmi oferă un sentiment mult mai special. Nu consider că sunt cea mai bună compozitoare din lume, dar m-am distrat foarte mult cu acest material, și sper că mă voi îmbunătăți pe măsură ce voi mai crește”. 
În luna mai al anului 2000, Spears și-a lansat cel de-al doilea ei album de studio, Oops!... I Did It Again. Cântăreața a colaborat cu producători precum Rodney Jerkins, David Kreuger și Max Martin. În urma lansării sale, Oops!... I Did It Again a devenit un succes internațional, ocupând prima poziție a clasamentelor din 15 țări, inclusiv în topul Billboard 200 din Statele Unite.
În perioada înregistrării următorului album, Spears și-a dorit ca acesta „să se axeze pe o generație mai în vârstă”, adăugând faptul că a trebuit să „ a trebuit să modifice totul și să se roage ca oamenii să îl considere interesant”. Artista a spus că a ales ca materialul să fie autointitulat deoarece majoritatea cântecelor vorbesc despre cine este ea ca persoană. Spears a înregistrat 23 de cântece, contribuind în calitate de compozitoare la câteva dintre ele, având ajutor din partea lui Brian Kierulf și Josh Schwartz. Solista a adăugat că dezvoltarea conceptului și compunerea pieselor au făcut întregul proiect să fie „mult mai special”, elaborând intențiile acesteia de a „deveni mai bună și a-și dezvolta abilitățile de compozitoare”.
Spears a lucrat cu o varietate de colaboratori de muzică pop, inclusiv Martin și fostul ei iubit, Justin Timberlake. Cântăreața a spus că, inițial, s-a simțit „incomodă” și „emoționată” să lucreze cu Timberlake, de vreme ce era obișnuită ca întregul proces să fie „asemănător unei munci fizice”. Spears a colaborat, de asemenea, cu producători hip-hop precum Rodney Jerkins și The Neptunes, aceștia fiind responsabili pentru sunetul „obraznic și energic” al discului. Solista a realizat melodii în colaborare cu Missy Elliott și Timbaland, însă acestea nu au ajuns pe lista finală de cântece din cauza unor conflicte de planificare.

## Structura muzicală și versuri
Britney încorporează stilurile pop cu elemente de dance-pop și R&B. Albumul se deschide cu primul single extras de pe album „I'm a Slave 4 U”. Cântecul are o influență de muzică urbană și un aspect din Orientul Mijlociu, printre care se află respirați și zgomote emoționale, și a fost comparat cu „Nasty Girl” a lui Vanity 6. Spears a declarat că versurile sunt „despre mine dorind să ies afară și să uit cine sunt și să dansez și să mă simt bine”. „Overprotected” căruia a fost observat conținutul de stiluri europop și este vorba despre o fată care este sătulă să fie manipulată. Versurile piesei „Lonely” vede o fată care pleacă dintr-o relație dificilă după ce a fost mințită și manipulată. Aceasta a fost considerată a fiind „o versiune adolescentă a piesei «What About?» a lui Janet Jackson”. Balada de pian de soft rock „I'm Not a Girl, Not Yet a Woman”, compusă și produsă de către cantautori britanici Dido, Max Martin și Rami Yacoub, vorbește în detaliu despre problemele emoționale pe care fetele adolescente le experimentează în timpul pubertății. „Boys” incorporează stiluri de R&B și hip hop, și a fost criticat de David Browne de la Entertainment Weekly ca fiind o „Janet Jackson ieftină din anii 80.” Piesa inspirată de disco „Anticipating” discută despre prietenia și frăția dintre femei, și aduce aminte de «Holiday” a [Madonnei] sau de starea lui Kylie Minogue în disco.”
Versiunea lui Spears a piesei „I Love Rock 'n' Roll”, care a fost făcută cunoscută de către Joan Jett and the Blackhearts, este inspirată de stilurile pop rock din interpretarea originală care este hard rock. „Cinderella” reflectă asupra unei fete care și-a părăsit iubitul din cauza lipsei sale de apreciere față de eforturile pe care ea le-a depus în relație. În „Let Me Be”, Spears roagă să fie luată în considerare ca o adultă și să poată să își exprime propriile opinii. „Bombastic Love” discută despre o dragoste în care Spears simte că romantismul se va întâmpla „exact ca într-un film”. La fel și în penultima piesă „That's Where You Take Me” care detaliază bucuria pe care o primește de la o relație emoțională împlinită, printre care și glasuri din Orientul Mijlociu și un colaj de instrumente electronice și programare de tobe. În unele versiuni, „When I Found You” este situată ca penultima piesă. Pe piesa de genul electronica, Britney spune că și-a găsit „cea mai adâncă dragoste” în sufletul ei pereche pe care este în esență o reflecție a ei însăși. Albumul se încheie cu „What It's Like to Be Me”, care a fost co-scris și co-produs de iubitul ei de la vremea respectivă, Justin Timberlake; Spears cântă despre faptul că un băiat trebuie să „[o] înțeleagă” pentru a „fi bărbatul [ei]”.

## Lansare și promovare
Albumul Britney a fost lansat inițial în Japonia la data de 31 octombrie 2001, urmat de o lansare în continentele Europa și Oceania la data de 5 noiembrie 2001 și în America de Nord în a doua zi. Ediția bonus a albumului a fost lansată la data de 9 aprilie 2002 în America de Nord și a inclus un VCD bonus. Ediția specială limitată a fost lansată în iunie, oferind o nouă copertă (cu o imagine diferită a lui Spears), patru piese bonus și un DVD bonus, cu ediția japoneză și australiană împreună cu piesa „Before the Goodbye”. Coperta ediției limitate din Brazilia este diferită față de celelalte, având un fundal negru și fontul Britney în alb; cu toate acestea, lista cântecelor rămâne aceeași. În Japonia, Britney a fost lansată încă odată la data de 7 noiembrie 2002 într-un ambalaj special pentru Crăciun, sub titlul „Gift from Britney”, care a avut aceeași listă de cântece și aceeași copertă asemănătoare cu ediția limitată specială australiană și japoneză și a fost ambalată cu o brățară norocoasă cadou.
La data de 28 ianuarie 2001, Spears a interpretat la Super Bowl XXXV. La scurt timp după aceea, a apărut la Total Request Live pentru a premia material nou din albumul Britney. La data de 6 septembrie, Spears a avut interpretat în premiere „I'm a Slave 4 U” la MTV Video Music Awards 2001; spectacolul său a fost criticat pentru folosirea unui python galben pe post de scenariu. Patru zile mai târziu, a interpretat „I'm a Slave 4 U” la The Rosie O'Donnell Show. Spears a fost programat să desfășoare și să organizeze o conferință de presă în Australia la data de 13 septembrie; cu toate acestea, evenimentul a fost din cauza atentatelor din 11 septembrie 2001, care s-a întâmplat cu două zile înainte, declarând faptul că organizarea conferinței ar fi fost inadecvată. În luna următoare, Spears a interpretat la The Tonight Show with Jay Leno. În noiembrie, a interpretat în primul său concert special pentru HBO de la MGM Grand Garden Arena; Cher urma să se alăture pe scenă pentru cântecul „The Beat Goes On”, pe care Spears l-a preluat pentru albumul ...Baby One More Time, totuși Cher nu a putut să ducă la cale din cauza conflictelor de planificare. În decembrie, Spears a interpretat la gala Premiilor Muzicale Billboard din anul 2001 care a ținut loc în Las Vegas, Nevada. În ianuarie, a cântat „I'm Not a Girl, Not Yet a Woman” la gala Premiilor American Music din 2002. Mai târziu, Spears a acordat interviuri pentru The Frank Skinner Show din Regatul Unit și The Saturday Show în Australia. Crossroads a avut premiere în februarie 2002, astfel încât Spears să poată promova filmul cât și albumul său în același timp. În 2 februarie, a fost prezentată atât ca gazdă, cât și ca interpretă la Saturday Night Live. O săptămâna mai târziu, a cantat „I'm Not a Girl, Not Yet a Woman” la NBA All-Star Game si la The Tonight Show with Jay Leno. Spears a apărut, de asemenea, la Live with Regis & Kelly, The View, și la cea de-a patruzeci și patra gală a premiilor Grammy din Statele Unite, și la Wetten, dass..? din Germania.
În noiembrie 2001, Spears a pornit în turneul Dream Within a Dream Tour în Columbus, Ohio; acesta s-a încheiat în iulie 2002 în Ciudad de México. De asemenea, un album video a fost lansat, intitulat Britney: The Videos, la data de 20 noiembrie 2001 prin intermediul casei de discuri Jive Records. Acesta a fost făcut disponibil la mai puțin de trei săptămâni după lansarea albumului, Britney: The Videos include o selecție de videoclipuri muzicale anterioare, filmări din spatele scenelor, reclame și interpretări live notabile. Acesta s-a poziționat pe primul loc Top Music Videos la data de 8 decembrie 2001.

## Discuri single

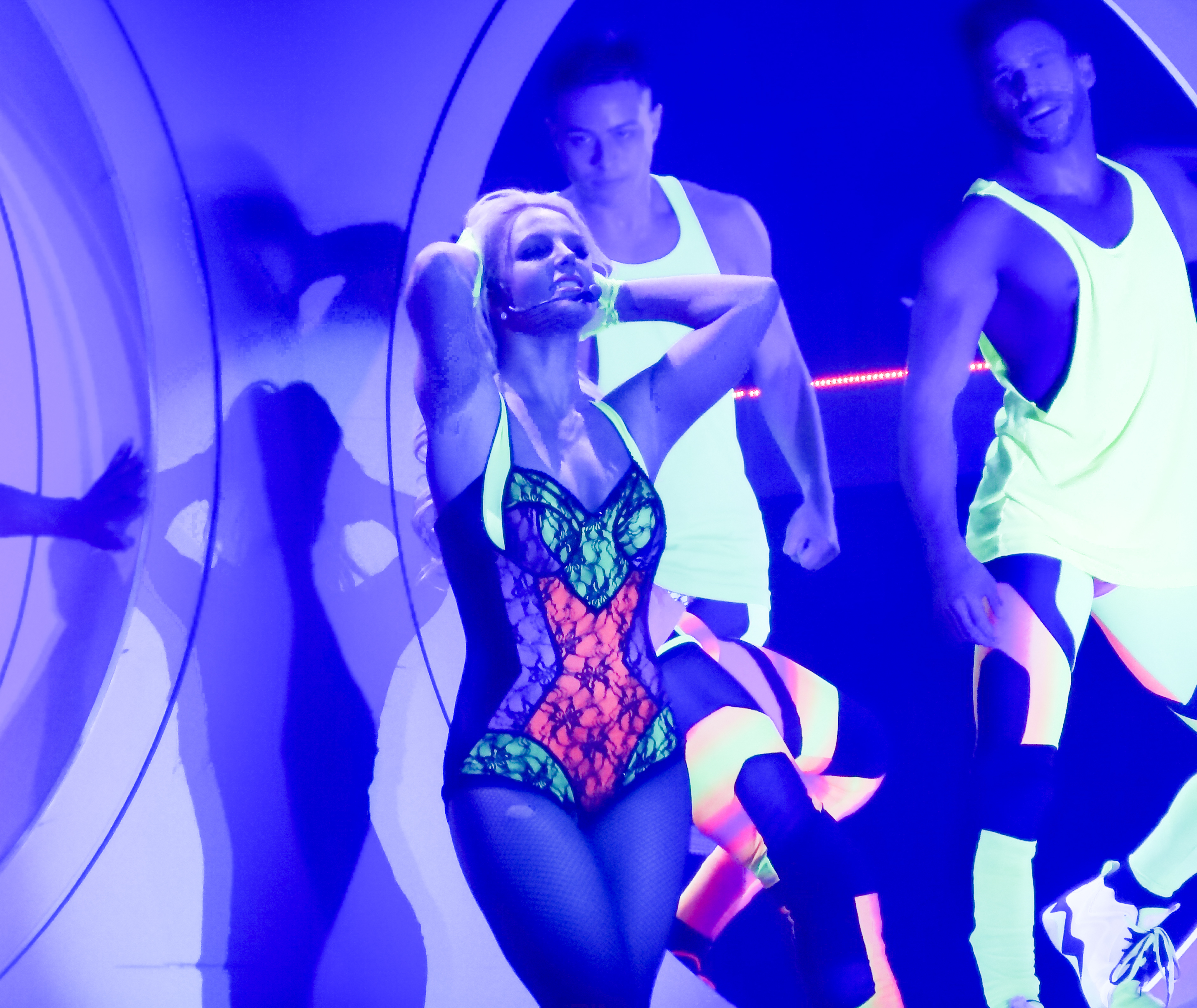
Spears interpretând „Boys” la concertul său Britney: Piece of Me în 2014.

„I'm a Slave 4 U” a fost lansat ca primul single extras al albumului la data de 17 septembrie 2001. Videoclipul său însoțitor a fost regizat de Francis Lawrence, și a primit trei nominalizări la MTV Video Music Awards din 2002. Cântecul s-a poziționat pe locul 27 în clasamentul Billboard Hot 100 din Statele Unite ale Americii, și a debutat pe locul patru în clasamentul UK Singles Chart.
„Overprotected” a fost lansat ca al doilea single extras al albumului la nivel internațional în noiembrie 2001 și cel de-al treilea single din Statele Unite în aprilie 2002. Versiunea „Darkchild Remix” s-a poziționat pe locul 86 în Billboard Hot 100, iar versiunea originală a ajuns pe locul patru în Regatul Unit. Cântecul a fost nominalizat la Premiile Grammy din 2003 pentru „cea mai bună interpretare pop solo”. Au fost lansate două versiuni ale videoclipului muzical, unul pentru versiunea originală, iar altul pentru „Darkchild Remix”.
Programat pentru a se potrivi cu datele de difuzare diferite ale filmului Crossroads la nivel internațional, „I'm Not a Girl, Not Yet a Woman” a fost lansat ca piesa tematică a filmului și ca al doilea single extras al albumului în Statele Unite. Cântecul a ajuns în clasamentul Bubbling Under Hot 100 Singles, o extensie a celor 25 de melodii care nu au reușit să intre în Billboard Hot 100. A fost întâmpinat cu mai mult succes pe plan internațional, atingând pe locul doi în Regatul Unit.
Versiunea cover a lui Spears a cântecului „I Love Rock 'n' Roll” a fost lansată ca un al patrulea single extras în Australia și Europa. Prin urmare, cântecul nu a intrat în niciun clasament din Statele Unite, însă a ajuns pe locul 13 în UK Singles Chart. „Anticipating” a fost lansat ca al cincilea single exclusiv în Franța; a ajuns pe locul 38 în clasamentul French Singles Chart. „Boys” a fost lansat ca al șaselea single extras al albumului la nivel internațional, și a ajuns pe locul 22 în US Bubbling Under Hot 100 Singles, și a ajuns pe locul șapte în Regatul Unit.

## Premii și recunoașteri
| Anul | Categoria                                | Premiul                     | Rezultatul  |
| ---- | ---------------------------------------- | --------------------------- | ----------- |
| 2001 | Albume ale artistelor feminine al anului | Premiile Muzicale Billboard | Nominalizat |
| 2003 | Cel mai bun album vocal pop              | Premiile Grammy             | Nominalizat |

## Lista cântecelor
| #   | Titlu                             | Scriitor(i)                                                  | Producător(i)                             | Durată |
| --- | --------------------------------- | ------------------------------------------------------------ | ----------------------------------------- | ------ |
| 1.  | "I'm a Slave 4 U"                 | Pharrell Williams; Chad Hugo                                 | The Neptunes                              | 3:23   |
| 2.  | "Overprotected"                   | Max Martin; Rami                                             | Max Martin; Rami                          | 3:18   |
| 3.  | "Lonely"                          | Britney Spears; Brian Kierulf; Josh Schwartz; Rodney Jerkins | Rodney "Darkchild" Jerkins                | 3:19   |
| 4.  | "I'm Not a Girl, Not Yet a Woman" | Max Martin; Dido; Rami                                       | Max Martin, Rami                          | 3:51   |
| 5.  | "Boys"                            | Pharrell Williams; Chad Hugo                                 | The Neptunes                              | 3:26   |
| 6.  | "Anticipating"                    | Britney Spears; Brian Kierulf; Josh Schwartz                 | Brian Kierulf; Josh Schwartz              | 3:16   |
| 7.  | "I Love Rock 'n' Roll"            | Alan Merrill; Jake Hooker                                    | Rodney "Darkchild" Jerkins                | 3.06   |
| 8.  | "Cinderella"                      | Britney Spears; Max Martin; Rami                             | Max Martin; Rami                          | 3:39   |
| 9.  | "Let Me Be"                       | Britney Spears; Brian Kierulf; Josh Schwartz                 | Brian Kierulf; Josh Schwartz              | 2:51   |
| 10. | "Bombastic Love"                  | Max Martin; Rami                                             | Max Martin; Rami                          | 3:05   |
| 11. | "That's Where You Take Me"        | Britney Spears; Brian Kierulf; Josh Schwartz                 | Brian Kierulf; Josh Schwartz              | 3:32   |
| 12. | "When I Found You"                | D. Hill; Jörgen Elofssonn                                    | Jörgen Elofssonn                          | 3:36   |
| 13. | "I Run Away"                      | Brian Kierulf; Josh Schwartz                                 | Brian Kierulf; Josh Schwartz              | 4:05   |
| 14. | "What It's Like To Be Me"         | Justin Timberlake; Wade Robson                               | Justin Timberlake; Wade Robson            | 2:50   |
| 15. | "Before the Goodbye"              | Britney Spears; B. Transeau; Brian Kierulf; Josh Schwartz    | B. Transeau; Brian Kierulf; Josh Schwartz | 3:50   |

## Datele lansărilor
| Țară                       | Dată              | Versiune          | Format(e)           | Casă de discuri | Ref.   |
| -------------------------- | ----------------- | ----------------- | ------------------- | --------------- | ------ |
| Japonia                    | 31 octombrie 2001 | Standard          | CD                  | BMG             | [ 59 ] |
| Australia                  | 5 noiembrie 2001  | Standard          | CD                  | BMG             | [ 60 ] |
| Austria                    | 5 noiembrie 2001  | Standard          | CD                  | BMG             | [ 61 ] |
| Germania                   | 5 noiembrie 2001  | Standard          | CD                  | BMG             | [ 61 ] |
| Elveția                    | 5 noiembrie 2001  | Standard          | CD                  | BMG             | [ 61 ] |
| Canada                     | 6 noiembrie 2001  | Standard          | CD                  | BMG             | [ 62 ] |
| Statele Unite ale Americii | 6 noiembrie 2001  | Standard          | CD                  | Jive            | [ 63 ] |
| Statele Unite ale Americii | 9 aprilie 2002    | Bonus             | CD+DVD              | Jive            | [ 64 ] |
| Franța                     | 1 iunie 2002      | Specială limitată | CD+VCD              | BMG             | [ 65 ] |
| Germania                   | 3 iunie 2002      | Specială limitată | CD+VCD              | BMG             | [ 66 ] |
| Japonia                    | 5 iunie 2002      | Specială limitată | CD+VCD              | BMG             | [ 67 ] |
| Statele Unite ale Americii | 8 iulie 2002      | Specială limitată | CD+VCD              | Jive            | [ 68 ] |
| Franța                     | 30 iunie 2003     | Re-editată        | CD                  | BMG             | [ 69 ] |
| Germania                   | 30 iunie 2003     | Re-editată        | CD                  | BMG             | [ 69 ] |
| Regatul Unit               | 30 iunie 2003     | Re-editată        | CD                  | RCA             | [ 70 ] |
| Japonia                    | 17 decembrie 2003 | Re-editată        | CD                  | BMG             | [ 71 ] |
| Statele Unite ale Americii | 25 decembrie 2007 | Deluxe            | Descărcare digitală | Jive            | [ 72 ] |